# Николай Димитров (литературен историк)
Вижте пояснителната страница за други личности с името Николай Димитров.
Николай Стойчев Димитров е български литературен историк, специалист по българска литература от епохата на Възраждането и епохата на българския модернизъм.

## Биография
Роден е на 6 март 1960 г. в Горна Оряховица. Завършва средно образование в Техникума по механотехника в родния си град (1979) и Българска филология във Великотърновския университет „Св. св. Кирил и Методий“ (1985). Две години работи като учител в с. Тодювци (Еленска община) (1985–1987), след което постъпва в катедра Българска литература на Великотърновския университет, където преподава и до днес. Хоноруван асистент (1987–1989), ст. асистент (1989–1993), гл. асистент (1993–1997), доцент (от 2006) и професор (от 2013).
През 2001 г. защитава докторска дисертация на тема „Метафизични парадигми в поезията на Яворов“, а през 2012 г. и втора, голяма дисертация на тема „Езикът на страха в българската литература през 19-и и началото на 20 век“, с която придобива научната степен „доктор на филологическите науки“.

## Книги

### Монографии
- „Поезията на Яворов. Метафизика и творчество“. Велико Търново: УИ „Св. св. Кирил и Методий“, 1998, 162 с.
- „Метафизичните пространства на езика. Аспекти на Яворовата поетика“. Велико Търново: Пан – ВТ, 2001, 281 с. (ISBN 954-747-029-9)
- „Отчуждения. Екзистенциалната проблематика в българската литература“. I част. Велико Търново, 2004, 182 с.
- „Вазов: между всекидневното и трансцендентното“. Велико Търново: УИ „Св. св. Кирил и Методий“, 2007, 188 с. (ISBN 978-954-524-596-1)
- „Из лабиринтите на битието. Творчеството на Владимир Зарев. Студии. Анкета“. Велико Търново: Фабер, 2007, 198 с. (ISBN 978-954-775-834-6)
- „Под сянката на кипарисите. Книга за книгата „На Острова на Блажените“. Велико Търново: Дар – РХ, 2013, 142 с. (ISBN 978-954-9489-33-0)

### Съставителство и редакция
- „Яворов. Съвременни интерпретации“. Велико Търново: Слово, 2002, 320 с. (ISBN 954-439-718-3) [1]
- „Дебелянов. Съвременни интерпретации“. Велико Търново: Слово, 2003, 264 с. (ISBN 954-439-753-1)

### Поезия
- „Лунният просяк“. 2005
- „Тихо е“. 2005